# Anna Popelka
Anna Popelka (* 20. November 1961 in Graz) ist eine österreichische Architektin und Möbeldesignerin. Zusammen mit Georg Poduschka gründete und leitet sie Architekturbüros in Wien und Berlin.

## Leben und Werk

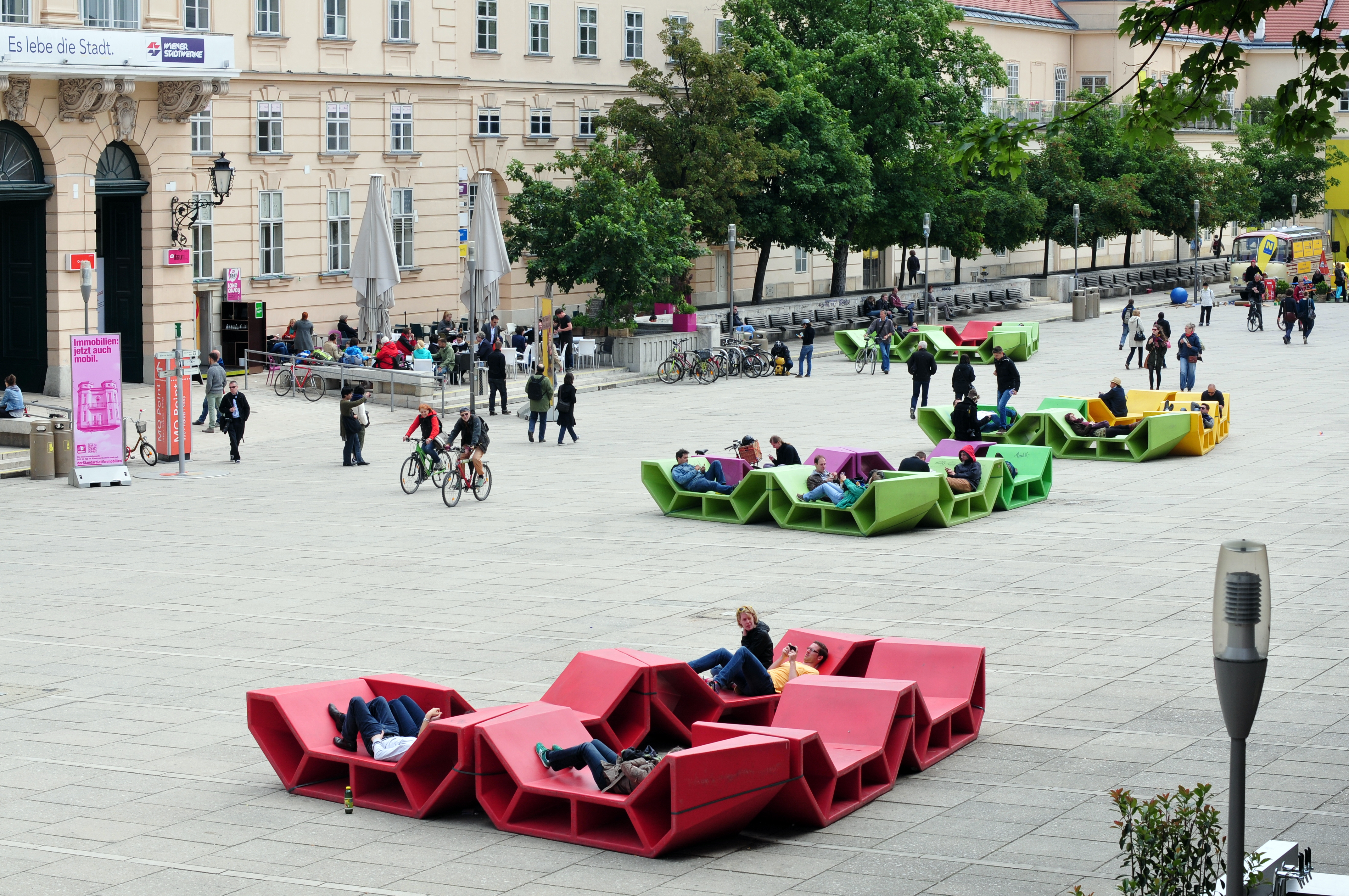
„Enzo“-Sitzelemente im Museumsquartier (2013)

Popelka studierte von 1980 bis 1987 Architektur an der TU Graz sowie 1986 bis 1994 an der TU Graz/az1 und an der Ecole d’Architecture Paris-Tolbiac. Sie war 1995 zusammen mit Georg Poduschka Mitbegründerin des Architekturbüros PPAG architects ztgmbh in Wien. Poduschka hatte ebenfalls an der TU Graz Architektur studiert. Beide sind geschäftsführende Gesellschafter. 2020 eröffneten sie ein zweites Büro in Berlin. Schwerpunkte sind Wohnungsbauprojekte sowie Schulbau vorzugsweise als Nachverdichtung im städtischen Raum.
Popelka wurde mit dem Projekt Museumsquartier Enzi in Wien bekannt. Den Wettbewerb zur Innenhofbelebung des MuseumsQuartiers gewann sie mit rund 4 qm großen Sitzelementen, die aus bunt lackiertem Schaumstoff bestehen. Die Sitzelemente sind multifunktional und eignen sich auch zum Rutschen, als Bühne oder wärmegedämmter Pavillon im Winter. Jedes Jahr wird eine neue Farbe bestimmt, seit dem Jahr 2010 im Online-Voting. Das Stadtmöbel wurde mit dem Adolf-Loos-Design-Staatspreis ausgezeichnet.
Anna Popelka hatte Gastprofessuren am Institut für Raumgestaltung der TU Wien (WS 1997/98, SS 2014) sowie am Institut für Wohnbau der TU Graz (WS 2009/10, SS2010) inne und ist Mitglied des Innsbrucker Gestaltungsbeirates. Sie war außerdem als Preisrichterin/Jurorin in Österreich und Deutschland tätig.

## Gemeinsame Projekte

### Bildungscampus Sonnwendviertel

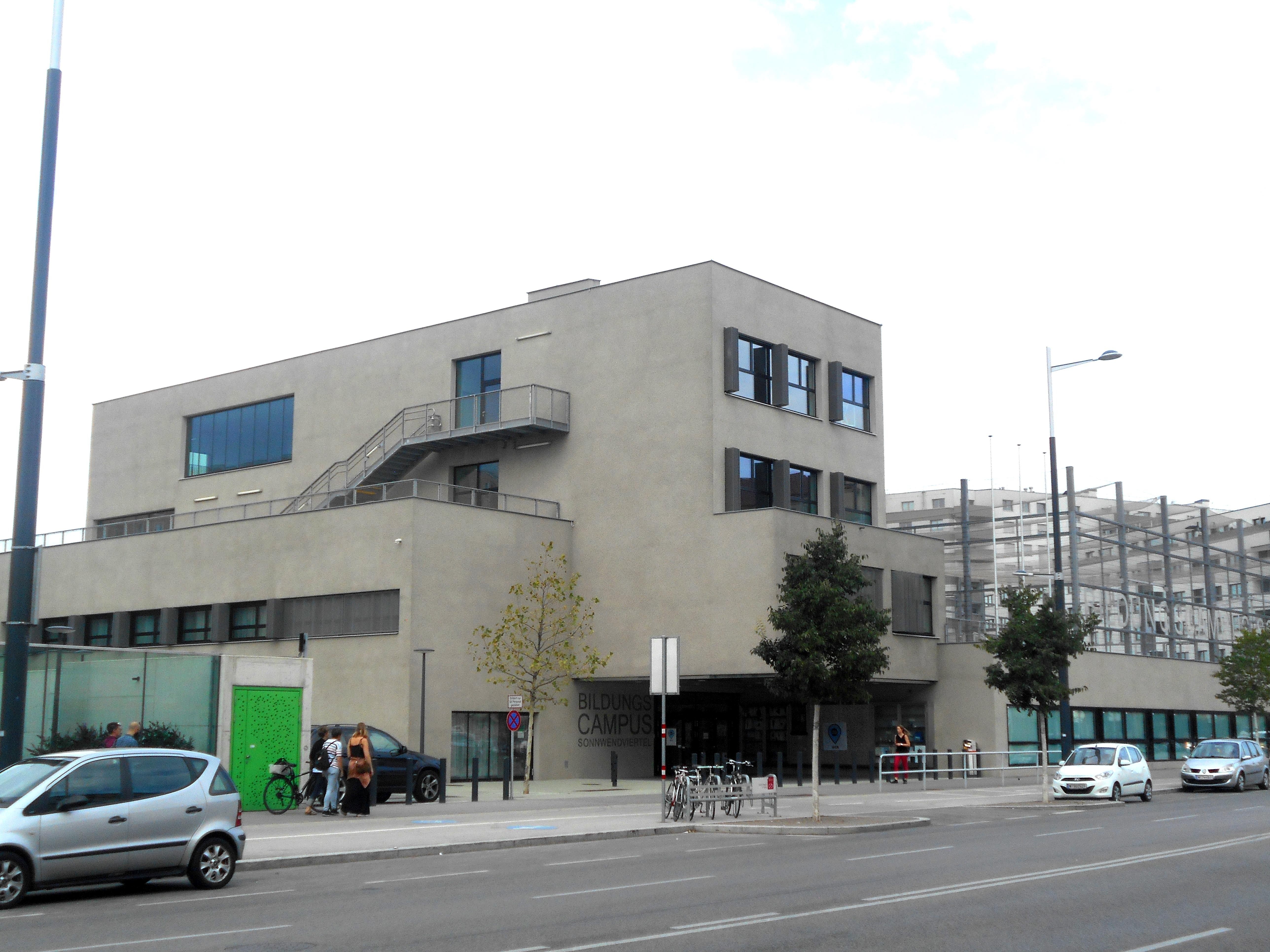
Bildungscampus im Sonnwendviertel

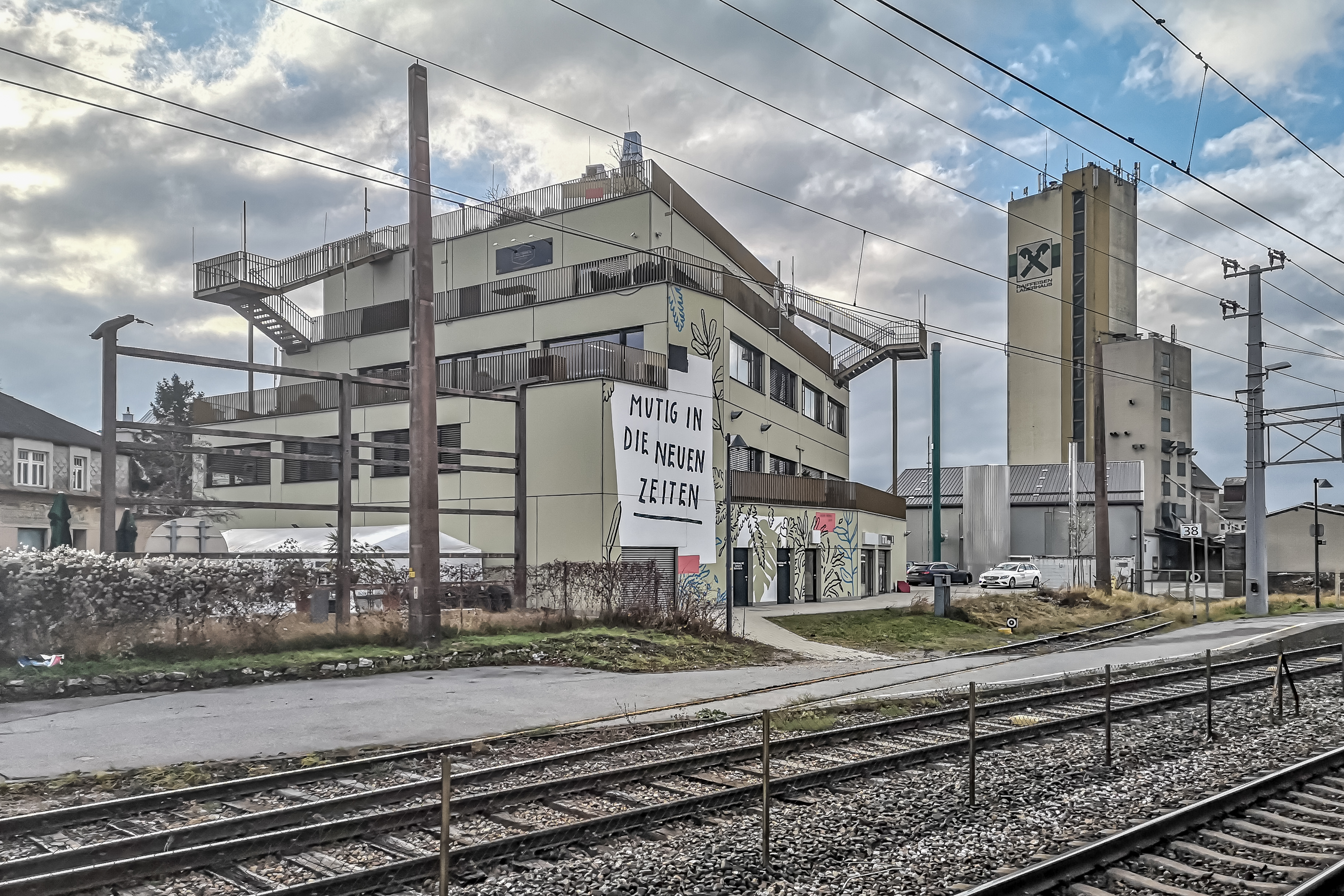
Pah Cej Kah Stufenpyramide

Der Wettbewerb für den Bildungscampus im Jahr 2010 war nicht lösungsorientiert, sondern zielorientiert ausgeschrieben. D. h. es gab kein Raumprogramm mit Raumanzahl und Raumgröße, dass optimiert und funktional verbunden werden musste. Stattdessen war ein aus der Pädagogik entwickelter Qualitätenkatalog vorgegeben. Anna Popelka und PPAG entwickelten daraus ihr „Lernhaus-Prinzip“. Jeweils vier Klassenräume, ein Projektraum, ein Teamraum für Lehrkräfte und ein multifunktionaler „Marktplatz“ bilden ein Cluster. Somit werden eine Reihe von Räumen mit unterschiedlichen Möglichkeiten geschaffen. Neben dem instruktiven Unterricht sind freies Lernen, Projektunterricht, Kleingruppen möglich. Es entsteht auch Raum für körperliche Bewegung.

### Pah Cej Kah Stufenpyramide
Hier handelt es sich um ein Geschäftshaus in Deutsch-Wagram. Es liegt direkt neben dem Bahnhof. Das Flachdach über dem oberen Stockwerk erhielt eine Gartengestaltung und ist rund um die Uhr öffentlich begehbar. Ermöglicht wird dies durch Treppen, die teilweise in waghalsiger Art durch den Luftraum neben dem Haus geführt werden. Die Entwurfsidee für das Dach soll die Voraussetzung für eine Demokratisierung des Gebäudes schaffen.

## Werke des Architekturbüros (Auswahl)
- 2022: Steirereck am Pogusch, Turnau[13]
- 2020: Volks- und Berufsschule Längenfeldgasse, Wien[3]
- 2020: Quartiershaus OPEN UP!, Wien[3]
- 2016: Pah Cej Kah Stufenpyramide, Deutsch-Wagram[3]
- 2016: Caritas Wien[3]
- 2014: Bildungscampus Sonnwendviertel, Wien[3]
- 2014: Steirereck im Stadtpark, Wien[3]
- 2014: WHA Slim City, Wien[3]

## Anerkennungen
- 2005 mit Georg Poduschka Adolf Loos Staatspreis Design[14]
- 2008 mit Georg Poduschka Architekturpreis des Landes Burgenland
- 2014 mit Georg Poduschka Preis der Stadt Wien für Architektur
- 2019 mit Georg Poduschka Hans-Hollein-Kunstpreis für Architektur[15]
- 2023 mit Georg Poduschka Architekturpreis des Landes Steiermark für das Projekt Steirereck am Pogusch[16]

## Publikationen
Herausgeberschaften
- mit Georg Poduschka, Maik Novotny: Speaking architecture: PPAG Phenomenology/Phänomenologie. Ambra Verlag, Wien 2014. ISBN 978-3-99043-637-0.

Im Eigenverlag
- mit: Georg Poduschka, Otto Kapfinger: PPAG 1. Popelka Poduschka, PPAG (Hrsg.), 2001. ISBN 3-8311-2412-4[3]
- Johannes Grenzfurthner, Ferdinand Schmatz, Jan Tabor, Rudolf Taschner, Christopher Wurmdobler: PPAG 2. Hofmöblierung MuseumsQuartier Wien. PPAG Popelka Poduschka Architekten 2004. ISBN 3-200-00260-3[3]
- mit: Georg Poduschka: PPAG 3. Enzi – multifunctional modularity, PPAG (Hrsg.), 2009. ISBN 978-3-200-01616-3[3]
- mit: Kaye Geipel, Maik Novotny, Georg Poduschka: Willst du wirklich wohnen wie deine Mutter?, Kristin Feireiss, Hans-Jürgen Commerell (Hrsg.), PPAG, Aedes Architekturforum, 2017. ISBN 978-3-943615-48-7[3]
- Von der neuen Schule, PPAG architects (Hrsg.) 2018. ISBN 978-3-200-05995-5[7]